# Abdolhosein Hazhir
Abdolhosein Hazhir (persiska: عبدالحسین هژیر) född 4 juni 1902 i Teheran, Iran, död 5 november 1949 i Teheran, var en iransk politiker som innehade flera ministerposter, och däribland var premiärminister, under Mohammad Reza Pahlavi.

## Karriär
Abdolhosein Hazhir var son till ämbetsmannen Mohammad Khan Vosugh som var redaktör för den pro-konstitutionalistiska tidskriften Paykān ("Pilen") i Teheran. Han studerade vid högskolan Dar ol-Fonun i Teheran och tog sin examen 1919. Efter sin examen arbetade han som tolk i ryska och franska vid iranska utrikesministeriet. Under Hassan Taghizadehs stöd fick han anställning vid finansministeriet och blev i slutet av 1930-talet vicechef vid Irans centralbank. 
Hazhir började sin politiska karriär som handelsminister 1941-1942 och därefter följde en rad uppdrag som inrikesminister, finansminister, transportminister, premiärminister och till sist som hovminister. Under hans tid som premiärminister 1948 förde den islamistiska terrororganisationen Fedayan-e eslam en smutskampanj mot honom. Han mördades i november 1949 utanför Sepahsalarmoskén i centrala Teheran när han var på väg in för att delta i gudstjänst. Gärningsmannen Seyed Hosein Emami Esfahani var medlem i Fedayan-e eslam och inspirerades till mordet av Navvab Safavi.

## Författarskap
Abdolhosein Hazhir behärskade flera språk och hade ett djupt intresse för historia och Irans internationella relationer. Han skrev flera böcker i dessa ämnen. Till hans främsta verk hör Bā Peterzburg yā Qostantaniya (Med Sankt Petersburg eller med Konstantinopel) om iransk-ryska relationer, Tārikh-e qorun-e vostā (Medeltidens historia) och Tārikh-e melal-e sharq va yunān (Österns länder och Grekland) om Mellanösterns påverkan på grekisk filosofi. Han översatte också böcker av de franska historikerna Albert Malet och Jules Isaac till persiska.